# Mix Run

Mix Run est un village non-incorporé situé dans le Comté de Cameron, en Pennsylvanie, aux États-Unis. Il n'est pas répertorié par le Bureau du recensement des États-Unis.
Le village est assez isolé, et adjacent à l'Elk State Forest. Il est surtout célèbre pour être le lieu de naissance de l'acteur du cinéma muet Tom Mix.